# Quinto Publilio Filone
Quinto Publilio Filone (latino: Quintus Publilius Philo) (fl. 359-314 a.C.) è stato un politico e generale romano.

## Biografia
Fu eletto console nel 339 a.C. con Tiberio Emilio Mamercino. Nonostante Quinto Publilio avesse sconfitto alcune tribù latine e per questo gli venisse attribuito il trionfo, Livio accusa il console di aver pensato soprattutto alle faccende personali ed agli interessi della propria fazione.
Nominato dittatore dal collega console, si adoperò in funzione anti-senatoriale, promulgando tre leggi, tra le quali la Lex Publilia, per la quale i plebisciti avevano valore anche per i patrizi.
Due anni più tardi, nel 337 a.C., durante il consolato di Gaio Sulpicio Longo e di Publio Elio Peto, fu il primo plebeo ad ottenere la carica di pretore, nonostante l'opposizione del Senato.
Nel 335 a.C. fu scelto come magister equitum dal dittatore Lucio Emilio Mamercino Privernate, eletti per l'elezione dei consoli per l'anno successivo.
Nel 332 a.C. fu censore con Spurio Postumio Albino Caudino; istituirono le nuove tribù Mecia e Scapzia.
Fu eletto console nel 327 a.C. con Lucio Cornelio Lentulo.
Gli fu affidato il comando dell'esercito nell'assedio della città di Palaeopolis, mentre il Lucio Cornelio entrava nel territorio dei Sanniti, alleati ai greci di Neapolis. In seguito all'elezione dei nuovi consoli, a Publilio fu accordato il potere proconsolare, per continuare la campagna militare contro Neapolis. La città si arrese l'anno successivo, anche grazie ad uno stratagemma con il quale i Greci allontanarono i Sanniti dalla città, e a Quinto Publilio fu decretato il trionfo.
Fu eletto console nel 320 a.C., con il collega Lucio Papirio Cursore, l'anno successivo all'ignominiosa disfatta delle Forche Caudine. I due consoli, con l'esercito, tornarono alle Forche Caudine, per rigettare la condizioni di pace imposte a Roma, consegnando ai Sanniti anche i due consoli che le avevano accettate; di fatto si trattò della ripresa delle ostilità.
Mentre Publio si fermò nel Sannio per fronteggiare lì l'esercito Sannita, Lucio si diresse verso Luceria, dove si era asserragliato Gaio Ponzio, con i cavalieri romani, ostaggio dei Sanniti dopo la battaglia delle Forche Caudine.
L'esercito romano sotto il comando di Publilio, dopo aver sbaragliato quello Sannita nei pressi di Caudio, si diresse in Apulia per ricongiungersi a quello condotto da Lucio Papirio ad Arpi, non lontano da Luceria.
Con il ricongiungimento dei due eserciti, l'assedio a Luceria divenne più efficace, ed i Sanniti furono costretti ad accettare lo scontro in campo aperto, nonostante un tentativo dei Tarantini, di evitare che si svolgesse la battaglia tra i due contendenti. I romani vinsero la battaglia, e solo il pensiero dei 600 cavalieri, ancora ostaggio dei Sanniti a Luceria, li trattenne dal massacrare tutti i nemici sconfitti in battaglia.
Ripreso l'assedio, alla fine i Sanniti, stremati dalla fame e dagli stenti, si arresero ai romani, che oltre al bottino, pretesero che i 7.000 guerrieri Sanniti, compreso il loro comandante Gaio Ponzio, passassero sotto il giogo delle armi romane.
gioia questa superiore a ogni altra - furono recuperati i cavalieri consegnati dai Sanniti affinché venissero custoditi a Luceria come pegno di pace. Con quell'improvviso ribaltamento di fatti, nessuna vittoria del popolo romano fu più splendida, e ancor di più se poi è vero quanto ho trovato presso alcuni annalisti, e cioè che Ponzio figlio di Erennio, comandante in capo dei Sanniti, venne fatto passare sotto il giogo insieme agli altri, affinché espiasse l'umiliazione inflitta ai consoli»
(Livio, Ab Urbe condita libri, IX, 15.)
Fu eletto di nuovo console nel 315 a.C. insieme al collega Lucio Papirio Cursore. I due consoli rimasero a Roma, mentre la campagna contro i sanniti fu affidata al dittatore Quinto Fabio Massimo Rulliano.